# Nescina
Genre
Nescina est un genre d'araignées aranéomorphes de la famille des Synotaxidae.

## Distribution
Les espèces de ce genre se rencontrent en Chine et à Singapour.

## Liste des espèces
Selon World Spider Catalog (version 23.5, 06/10/2022) :
- Nescina kohi Lin, Ballarin & Li, 2016
- Nescina minuta Ballarin & Li, 2015

## Systématique et taxinomie
Ce genre a été décrit par Ballarin et Li en 2015 dans les Nesticidae. Il est placé dans les Synotaxidae par Ramírez, Magalhaes, Pizarro-Araya, Ballarin, Marusik et Eskov en 2022.

## Publication originale
- Ballarin & Li, 2015 : « Three new genera of the family Nesticidae (Arachnida: Araneae) from Tibet and Yunnan, China. » Zoological Systematics, vol. 40, no 2, p. 179-190.